# 독력
독성(毒性), 균력(菌力), 발병력(發病力) 등으로도 불리는 독력(毒力, virulence)은 병원체나 미생물이 숙주에 손상을 일으키는 능력이다.
대부분, 특히 동물계에서 독력은 미생물이 숙주에 일으키는 손상의 정도를 가리키는 용어이다. 미생물이 질병을 일으키는 능력인 병원성은 그 미생물이 가진 독력인자에 의해 좌우된다. 유전자 대 유전자 관계의 맥락에서, 특히 종종 식물의 경우 독력이라는 용어는 병원체가 저항성을 가진 숙주를 감염시키는 능력을 뜻하기도 한다.

## 같이 보기
- 감염병
- 독력인자